# FA Charity Shield 1973
Lo FA Charity Shield 1973, noto in italiano anche come Supercoppa d'Inghilterra 1973, è stata la 51ª edizione della Supercoppa d'Inghilterra.
Sia il Liverpool che il Sunderland, rispettivamente vincitori della First Division 1972-1973 e della FA Cup 1972-1973, decisero di non prendere parte alla competizione che pertanto si è svolta il 18 agosto 1973 al Maine Road di Manchester tra il Manchester City, vincitore della precedente edizione, e il Burnley, vincitore della Second Division 1972-1973.
A conquistare il titolo è stato il Burnley che ha vinto per 1-0 con rete di Colin Waldron.

## Partecipanti
| Squadre         | Qualificazione                            | Partecipazioni precedenti (il grassetto indica la vittoria) |
| --------------- | ----------------------------------------- | ----------------------------------------------------------- |
| Manchester City | Vincitore della FA Charity Shield 1972    | 6 (1934, 1937, 1956, 1968, 1969, 1972)                      |
| Burnley         | Vincitore della Second Division 1972-1973 | 2 (1921, 1960)                                              |

## Tabellino
| Arbitro: | Gordon Hill |

|  |           |             |
|  | Marcatori | 66’ Waldron |

### Formazioni
| Manchester City: |    |                 |
|                  |    |                 |
| P                | 1  | Joe Corrigan    |
| D                | 2  | Tony Book       |
| D                | 4  | Mike Doyle      |
| D                | 5  | Tommy Booth     |
| D                | 3  | Willie Donachie |
| C                | 7  | Mike Summerbee  |
| C                | 6  | Alan Oakes      |
| C                | 8  | Colin Bell      |
| C                | 11 | Rodney Marsh    |
| A                | 9  | Denis Law       |
| A                | 10 | Francis Lee     |
| Allenatore:      |    |                 |
| Johnny Hart      |    |                 |

| Burnley:      |    |                |
|               |    |                |
| P             | 1  | Alan Stevenson |
| D             | 2  | Mick Docherty  |
| D             | 3  | Keith Newton   |
| D             | 5  | Colin Waldron  |
| D             | 6  | Jim Thomson    |
| C             | 7  | Geoff Nulty    |
| C             | 4  | Martin Dobson  |
| C             | 10 | Doug Collins   |
| C             | 11 | Leighton James |
| A             | 8  | Frank Casper   |
| A             | 9  | Paul Fletcher  |
| Allenatore:   |    |                |
| Jimmy Adamson |    |                |